# 護民官
護民官（ごみんかん、ラテン語: tribūnus plēbis トリブーヌス・プレービス）は、紀元前494年に平民（plēbs プレブス、プレープス）を保護する目的で創設された古代ローマの公職である。プレブスのみが就くことのできる公職であって、身体不可侵権などの特権をもった。近現代において新聞名にも使われる「トリビューン（tribune）」は、この官職に由来する。

## 起源
共和政ローマの拡大に伴い貴族（パトリキ）と平民（プレブス）の間の貧富の差が広がると、紀元前494年にプレブス達はモンテ・サクロ（聖山）に立て籠もり、自分達の政治的発言力の強化を求めた。聖山事件と呼ばれるこの事件において、プレブス側はそれまでのローマの政治体制を拒否し、立て籠もった山で自分達を中心とした新たな国家を樹立する動きまで見せた。プレブス側は「トリブヌス・プレビス」(直訳すると「平民の指揮官」)と呼ばれる代表を選び、その元で結束し、彼らの身体を不可侵とすることを神に誓った。これに対して日本語では「護民官」の訳語が与えられている。平民国家の代表である護民官は、当時のパトリキ国家の代表である執政官（コンスル）と対応して2名が選ばれ、同様にトリブス民会に対応して、平民のみで構成されたプレブス民会（平民会）を議決機関として召集した。
こうしたプレブス側の行動に対して、パトリキ側も妥協せざるを得ず、プレブス民会を正規の民会として認めるのみならず、プレブス達が勝手に選出した護民官についても国家の官職とし、さらにプレブス達によって誓われていた護民官の神聖不可侵（ラテン語: sacrōsānctus）をも承認した。こうしてローマの既存国家体制に組み込まれた護民官は、プレブスの保護をその任務とし、そのための職権としてほとんどの決定に対する拒否権（veto, intercessio）が与えられた。

## 職権
護民官の持つ拒否権の範囲は非常に広く、執政官などの他の政務官の決定や、元老院の決議を取り消すことができた。非常時にインペリウムを行使するために設置される独裁官の決定に対しては、拒否権を使うことはできなかった。他の政務官同様に、同僚の拒否権を再び拒否することはできなかった。
広い範囲を持つ拒否権以外の護民官の特権として、身体の不可侵権が挙げられる。身体の不可侵は、その成立過程からも他の政務官には与えられておらず、護民官にのみ約束されていた。この不可侵性は、神に誓われているという神聖性と、プレブス達によって誓われたというプレブスの「実力」によって保証されていた。
プルタルコス『英雄伝（対比列伝）』の「ティベリウス・グラックス」の項目では、「身体の不可侵権」をこう説明している。

もし仮に、護民官がカピトリヌスの神殿を壊し兵器庫を焼き討ちにしても、我々はその護民官の行為をそのままにしておかねばならない。そのような試みをする者は悪い護民官に過ぎない。しかし護民官が民衆を圧迫するようであれば、それはもう護民官ではない。
プルタルコス『ティベリウス伝』15

コンスルが民会の召集権を持つように、護民官は平民会の召集権を持っていたが、ホルテンシウス法が成立すると、平民会にも法律の制定が可能となった。このことは、のちに付与される元老院の召集の権限と合わせて、「否定」の権力しか有さなかった護民官にも積極的な政策を行なうことを可能とするものであった。

## 変遷
以上のように非常に強力な権限を護民官は有していたが、これを積極的に使用する者はあまり現れなかった。護民官が国家の官職として成立したのは、あくまでパトリキとプレブスの妥協であり、両者の融和をはかるものであり、逆に対立を煽るような事は滅多になかったのである。
さらに、プレブスの一部がパトリキと合流してノビレスと呼ばれる新貴族層を形成する頃になると、こうしたプレブス系の貴族も政治キャリアのはじめとして護民官に就任することになり、護民官の革命勢力としての性質は次第に薄れていった。先に挙げた、平民会に法律の制定を可能にしたホルテンシウス法の成立も、平民会の議決をすでにノビレスがコントロールできるようになっていたことを示しているとみることもできる。加えて、のちに護民官経験者に元老院の議席が与えられるようになると、護民官は完全に体制内に取り込まれたかに見えた。
しかしながら、広がる貧富の差などのローマの深刻な社会不安を背景に、ティベリウス・グラックスが護民官に就任すると、護民官の革命的性質が露となった。護民官の強力な権限を用いたティベリウスの改革は、弟のガイウス・グラックスに引き継がれ、これらの改革運動は元老院の保守派に大きな衝撃を与えた。最終的にはグラックス兄弟の改革運動は失敗に終わるが、改革を妨害するために反対派も自派の人間を護民官に送り込むなど、その権限の強力さが再認識された。そうした一方、護民官でありながら殺害されたティベリウスのように、護民官の身体不可侵の揺らぎもみられた。
その後改革が、私兵化した軍隊という実力を背景とした将軍たちの手に移ると、護民官はそうした将軍たちのクリエンテス（子分）として、彼らに便宜を図るためにその職能を行使するようになった。その現状に危機感を覚えたルキウス・コルネリウス・スッラは、様々な改革の一環として護民官の権力削減を行った。

## 護民官職権
ローマの内戦の最終的な勝者となったオクタウィアヌス（アウグストゥス）は、養父ガイウス・ユリウス・カエサルの終身独裁官のような王への連想を極力避け、自らの権力の根拠を共和政の平時の合法的官職に求めた。護民官は強力な権限であり、かつ「民衆を守る」という性質から、オクタウィアヌスの要求を満たすものではあったが、ユリウス氏族というパトリキ系の貴族の養子であったオクタウィアヌスには就任することはできなかった。
そこでオクタウィアヌスは、当時連続して就任していた執政官を辞任することを餌に、護民官の職権（ポテスタス）のみを自らに与える元老院決議を通し、1年の期限をもつ護民官職権（tribunicia potestas, トゥリブニキア・ポテスタス）を毎年更新することで元首政における自らの権力の基礎とした。カエサルもこの職権を得ていたが、終身独裁官としての立場の方が先に立っていたために、この権限が重視警戒されずに承認されることとなった。
「平民が元老院の議席を得るための登竜門」と一般認識される護民官と、「共和制公職キャリアの頂点」たる執政官では全く価値がつり合わないと思われていたが、事実としては執政官を含むあらゆる政務官の決定や元老院の決議に対する拒否権を行使でき、必要とあればプレブス民会（平民会）を招集し同民会の決議による法律制定も可能なうえ、執政官すら持ち得ない身体不可侵の権利を持つ、より強大な権力であった。さらにこの護民官職権は、職権のみが抽出されたものであるため、同僚を持たず、非常に強力な権限となった。
アウグストゥスはアグリッパやティベリウスなどへの職権授与を元老院にかけることで、後継者候補の承認とした。これで帝位の世襲を図り、以降のローマ皇帝もこの形式を続け、その称号の1つとなった。